# Portugalska malonogometna reprezentacija
Portugalska malonogometna reprezentacija predstavlja Portugal u međunarodnim malonogometnim (futsal) natjecanjima u organizaciji nogometnih organizacija FIFA i UEFA.

## Uspjesi
Reprezentacija Portugala je nastupala na 3 svjetska i 5 europskih malonogometnih prvenstava, a najveći rezultat je ostvarila na Europskom prvenstvu 2010. godine u Mađarskoj gdje je osvojila drugo mjesto. Na Svjetskom malonogometnom prvenstvu održanom 2000. godine u Gvatemali ova je reprezentacija osvojila treće mjesto.
Najbolji pojedinac im je Ricardinho koji je igrao i u japanskim i u portugalskim klubovama. Sada igra u španjolskom prvoligašu. Jedan je od 3 najbolja svjetska igrača.

## Trenutni sastav
| IGRAČ         | KLUB             |
| ------------- | ---------------- |
| João Benedito | Sporting CP      |
| Paulinho      | Sporting CP      |
| Leitão        | Sporting CP      |
| Pedro Cary    | Sporting CP      |
| Nandinho      | Modicus - Sandim |
| Arnaldo       | FK Nikars Riga   |
| Cardinal      | Rio Ave          |
| Djô           | Sporting CP      |
| Gonçalo Alves | SL Benfica       |
| Ricardinho    | Inter Movistar   |
| João Matos    | Sporting CP      |
| Bebé          | SL Benfica       |
| Marinho       | SL Benfica       |
| André Sousa   | Operário         |